# The City Part of Town
«The City Part of Town» (en España «La ciudad que es parte del pueblo» y en Hispanoamérica «El pueblo dentro de la ciudad»), es el tercer episodio de la decimonovena temporada de la serie de animación South Park y el episodio Nº 260 en general, escrito y dirigido por el cocreador de la serie Trey Parker. El episodio se estrenó en Comedy Central el 30 de septiembre de 2015.

## Argumento
En el episodio anterior, el Sr. Garrison se postuló a ser candidato para la presidencia de los Estados Unidos, sin embargo, Jimmy Fallon, un presentador y cómico de televisión se burla seriamente de Garrison y del condado South Park. Para contrarrestar la mala imagen de la ciudad, Randy Marsh (miembro PC) propone traer a Whole Foods Market para construir el supermercado. Para ello es necesario pasar una inspección minuciosa con un representante de la empresa, por lo que el alcalde McDaniels, con la ayuda de Randy Marsh, deciden construir una urbanización lujosa y moderna llamado, SodoSopa ("South of Downtown South Park"). Dicha urbanización está construido alrededor de la casa de Kenny para atraer a los jóvenes urbanos que disfrutan del "encanto rústico". SodoSopa ejecuta varios anuncios (filmadas en vivo) la publicidad que todos los nuevos restaurantes y tiendas están "apoyando" a los residentes de escasos recursos, pero Kenny y su familia realmente están molestos por este proyecto discutiendo que alguien vaya a buscar un trabajo. Luego el Sr. Kim (dueño del restaurante chino City Wok) ve cómo la clientela ha desaparecido debido a que están visitando los restaurantes que ofrece Sodosopa, Al ver esto, el Sr. Kim ofrece puestos de trabajo infantil donde tendrán que hacer una limpieza profunda de todo el restaurante, Kenny logró buscar éste empleo.
Mientras tanto, el representante de Whole Foods Market llega a la ciudad y todos los ciudadanos tratan de comportarse adecuadamente para dar una buena imagen a la ciudad y así poder instalar un local de Whole Foods, intentando no cometer las mismas excentricidades que les caracterizan y especialmente nada de sermones, refiriéndose implícitamente a Kyle. Luego, la ejecutiva y el representante inicia recorriendo la ciudad a inspeccionar el comportamiento de los ciudadanos, primero llegan a dialogar con el Director PC, luego visita la clase en 4.º grado y finalmente llegar a Sodosopa, el representante aún no se decide instalar una sucursal de Whole Foods hasta terminar la inspección en el siguiente día. El Sr. Kim a pesar de que su restaurante haya sido limpiado, no les atrae clientes, por lo que ha pensado cerrar el negocio, pero Kenny se le ocurre una idea que es hacer spots publicitarios del nuevo distrito de comida nocturna denominado CTPA Town (pronunciado: "parte de mierda") para conseguir clientes, pero no fue del todo bien, Randy y los ciudadanos de Sodosopa al enterarse de que difundieron los comerciales, fueron al restaurante a sacar a los niños que laboran en el sitio pero los niños se negaron y decidieron enfrentarse a la ciudadanía de Sodosopa a la fuerza para mantener el derecho al trabajo. Sin embargo, todos los ciudadanos detuvieron la pelea cuando se dan cuenta de que el representante los estaba observando con la alcaldesa vaticinando que ya los rechazó. Él, se ha impresionado en ver tanto empeño en el sentido de conciencia social y decidió que la ciudad tendrá el supermercado. Randy y los demás festejaron esta decisión, a excepción del Sr. Kim y Kenny, que a pesar de la idea, recibió su remuneración.
Con el dinero que Kenny había ganado y sus padres aún quejándose de no sacar provecho de Sodosopa aunque tampoco haciendo el mínimo esfuerzo de mejorar su situación, compró una muñeca para su hermana Karen McCormick, luego se va a dormir en su habitación a pesar de los ruidos nocturnos de SodoSopa. El episodio termina con un comercial que donde los ciudadanos visitan el nuevo supermercado Whole Foods Market que se construyó a lado del restaurante City Wok en el distrito CTPA Town, de la nueva y regenerada ciudad de South Park, mientras que Sodosopa ya quedó completamente abandonado.

## Producción
En los próximos episodios, el distrito "CTPA Town" pasa a llamarse "Shi Tpa Town".

## Recepción
El episodio ha tenido críticas positivas, Max Nicholson de IGN calificó un 7.5/10, la considera buena con éste mensaje: "Ésta semana en South Park, tomó la gentrificación apuntando a la histórica casa de Kenny.", también comentó: "No me ha llamado mucha la atención en éste episodio, no es que esté mal, porque muchas de las escenas me han gustado pero no del todo".